# СШ-68

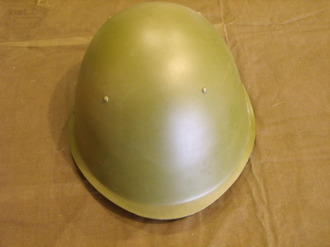
СШ-68

СШ-68 (Сталевий шолом зразка 1968 року) — подальший розвиток військового шолома СШ-40. Відрізняється від СШ-40 відсутністю «козирка» та більш високою міцністю.

## Історія створення
У 1968 році на постачання Радянських збройних сил була введена нова каска СШ-68, що відрізнялася від СШ-60 лише великим нахилом передньої (лобової) стінки куполу і укороченими бортами, відігнутими назовні. Її підтулейний пристрій був ідентичний касці СШ-60. Маса — від 1230 до 1350 г. Сталевий шолом СШ-68 також забарвлювався в темно-зелений колір.
Виготовлялась на фабриці «Красный Октябрь» в Волгограді з 1968 по 1981, всього було виготовлено від 8 до 12 млн. Використовувалась у більшості конфліктів 1960–2000 років: Афганістан (1979–1989), Чечня (1994–2004), Грузія (2008), війна на Донбасі (2014).
У зв'язку з появою більш міцних та легких кевларових шоломів, СШ-68 поступово знімається з озброєння багатьох країн. Забезпечує захист від дрібних та середніх осколків, холодної зброї.

## Країни-експлуатанти
- Афганістан
- Албанія
- Ангола
- Вірменія
- Камбоджа
- Естонія
- Лаос
- Ірак
- Іран
- Північна Корея
- Судан
- Сирія
- Чад
- Таджикистан
- В'єтнам
- Україна
- Російська Федерація
- Молдова